# Синяк (хребет)
Синя́к — гірський хребет у Горганах (Українські Карпати). Розташований у межах Надвірнянського району Івано-Франківської області. 
Південно-східна та південно-західна частина хребта лежить у межах Карпатського національного природного парку. За протяжністю хребет невеликий (5–6 км) і складається, по суті, з двох вершин — Синяк (1665 м) і Малий Горган (1592 м). Хребет простягається з південного сходу на північний захід. Пригребенева частина вкрита кам'яними розсипищами. Схили круті, важкодоступні. При підніжжі хребта ростуть ялицево-ялинові ліси. 
Найближчий населений пункт — с. Поляниця. 
З хребта видно гори Довбушанку (на північному заході), Хом'як (на сході), хребет Явірник (на північному сході), а також Чорногірський масив (на півдні) та Свидовецький масив (на південному заході).

## Фотографії

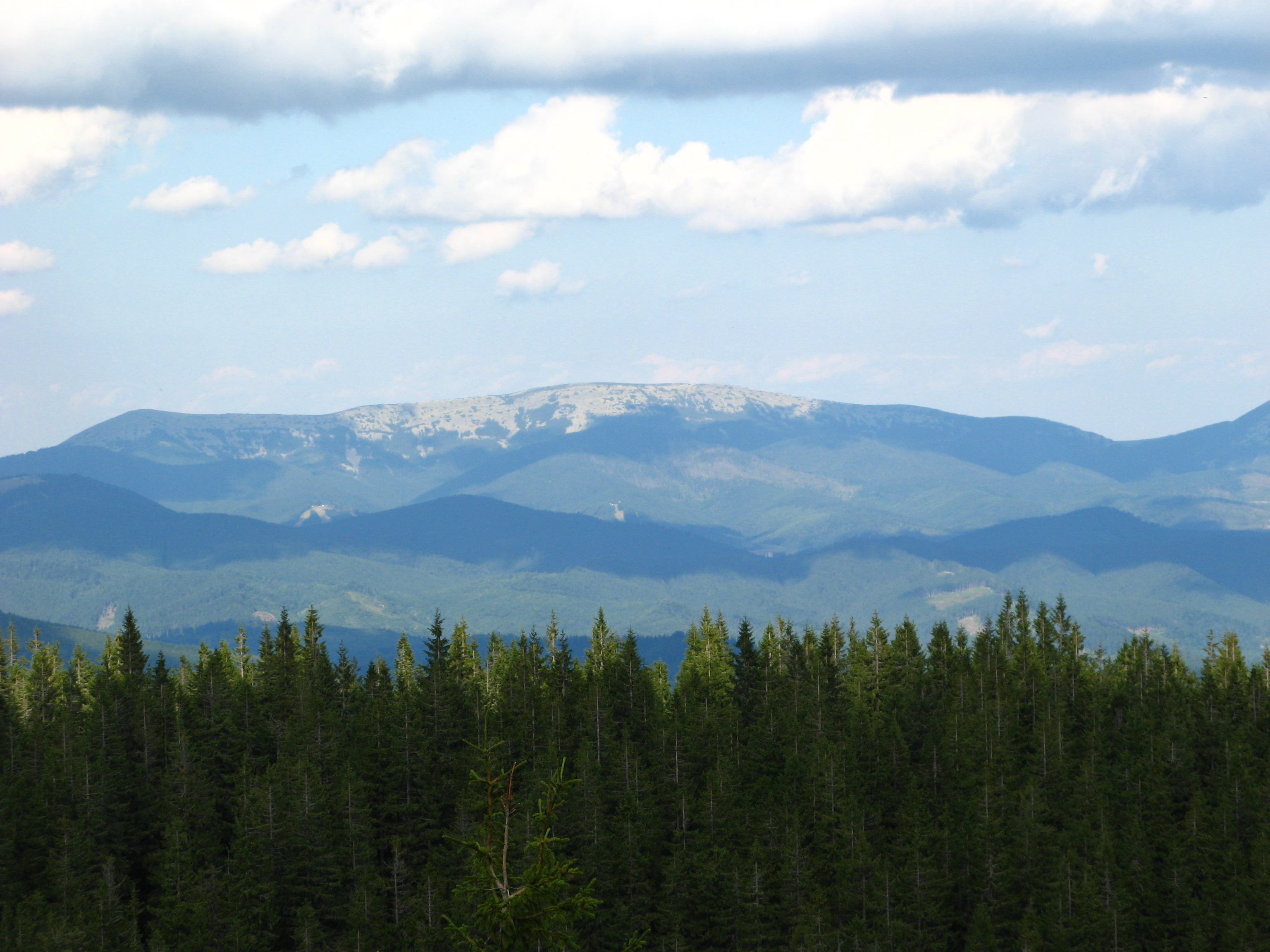
Вигляд на хребет Синяк зі Свидовецького масиву
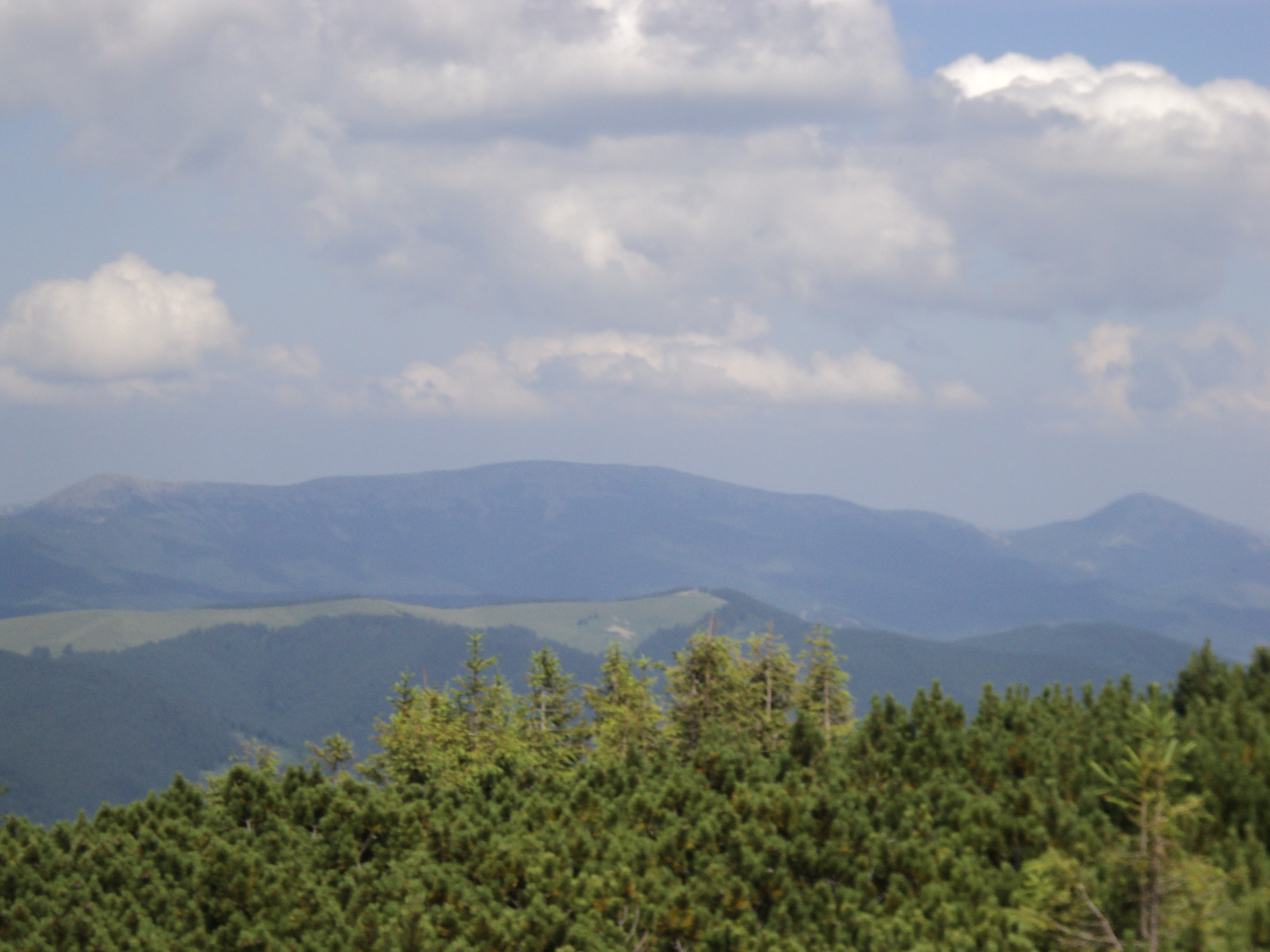
Синяк із Чорної Кливи
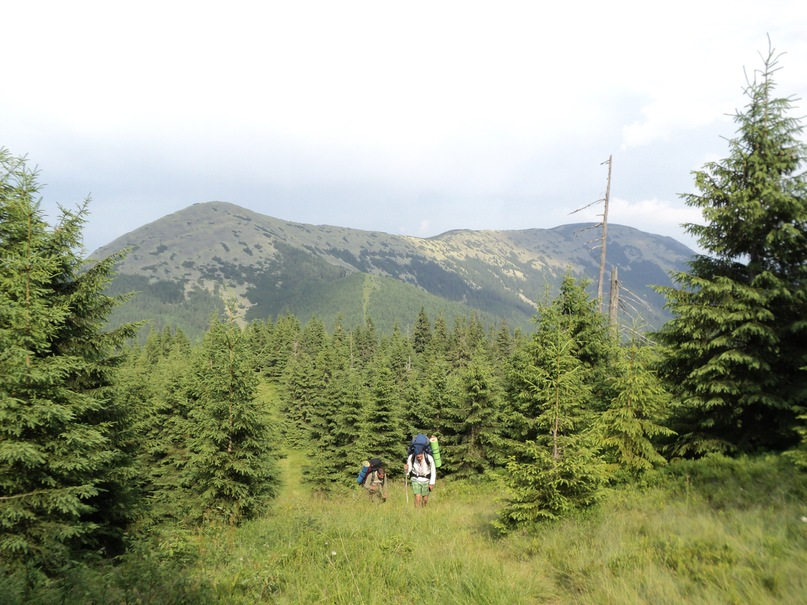
Хребет Синяк з гори Бабин Погар
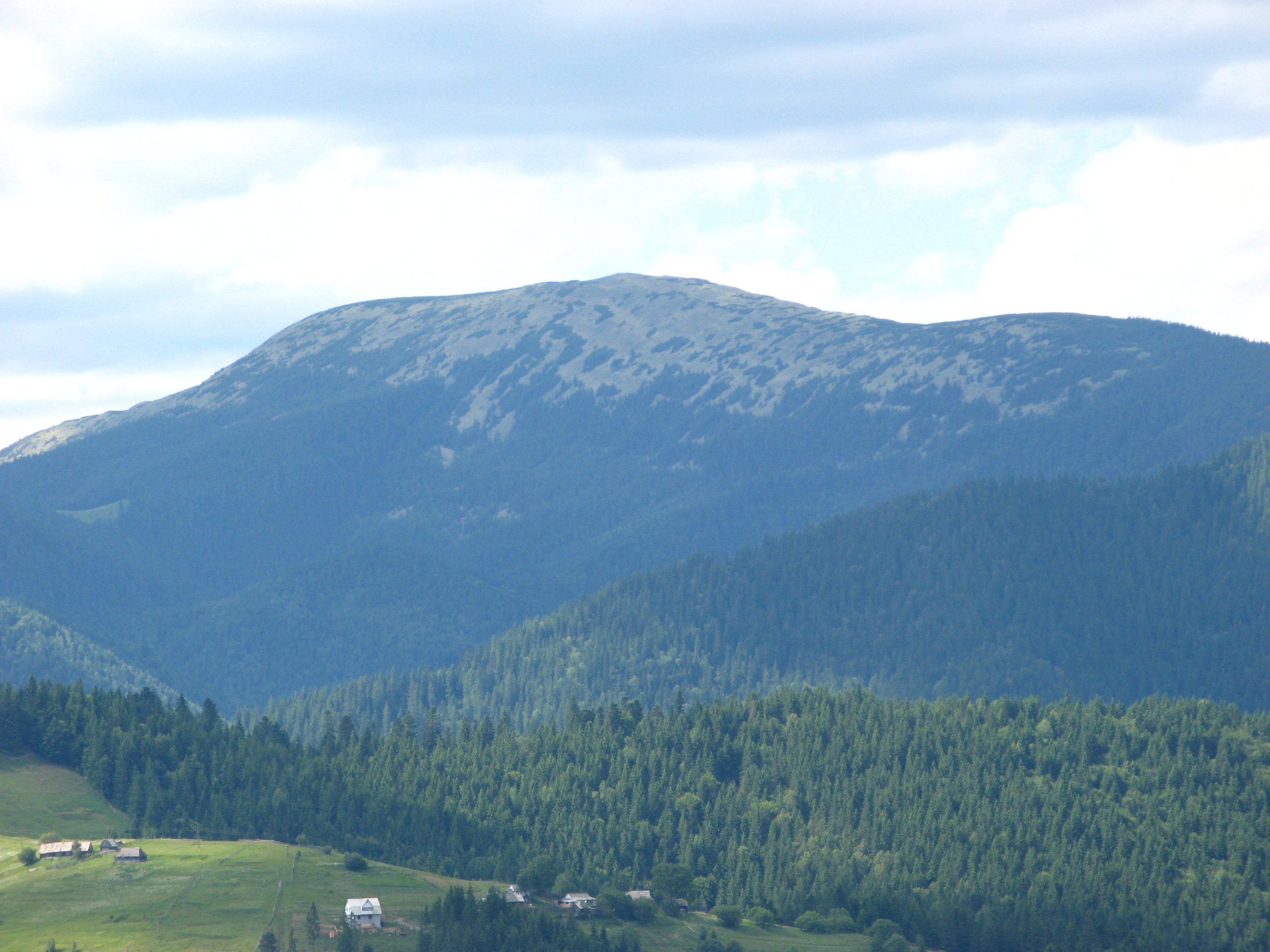
Вигляд на Синяк зі села Яблуниця
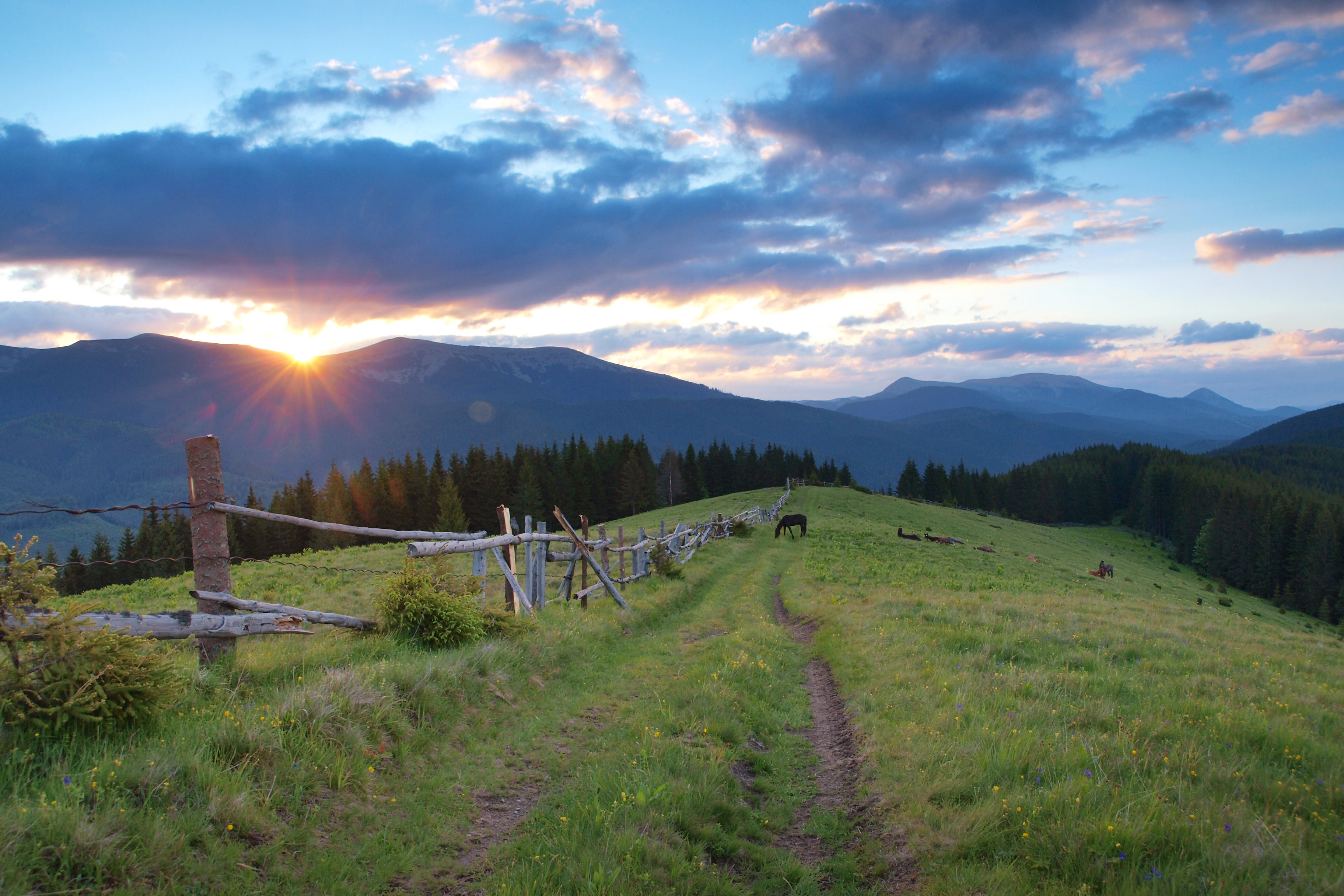
Вид на хребет Синяк (праворуч вдалині) з гори Плоска